# آشپزی لتونیایی

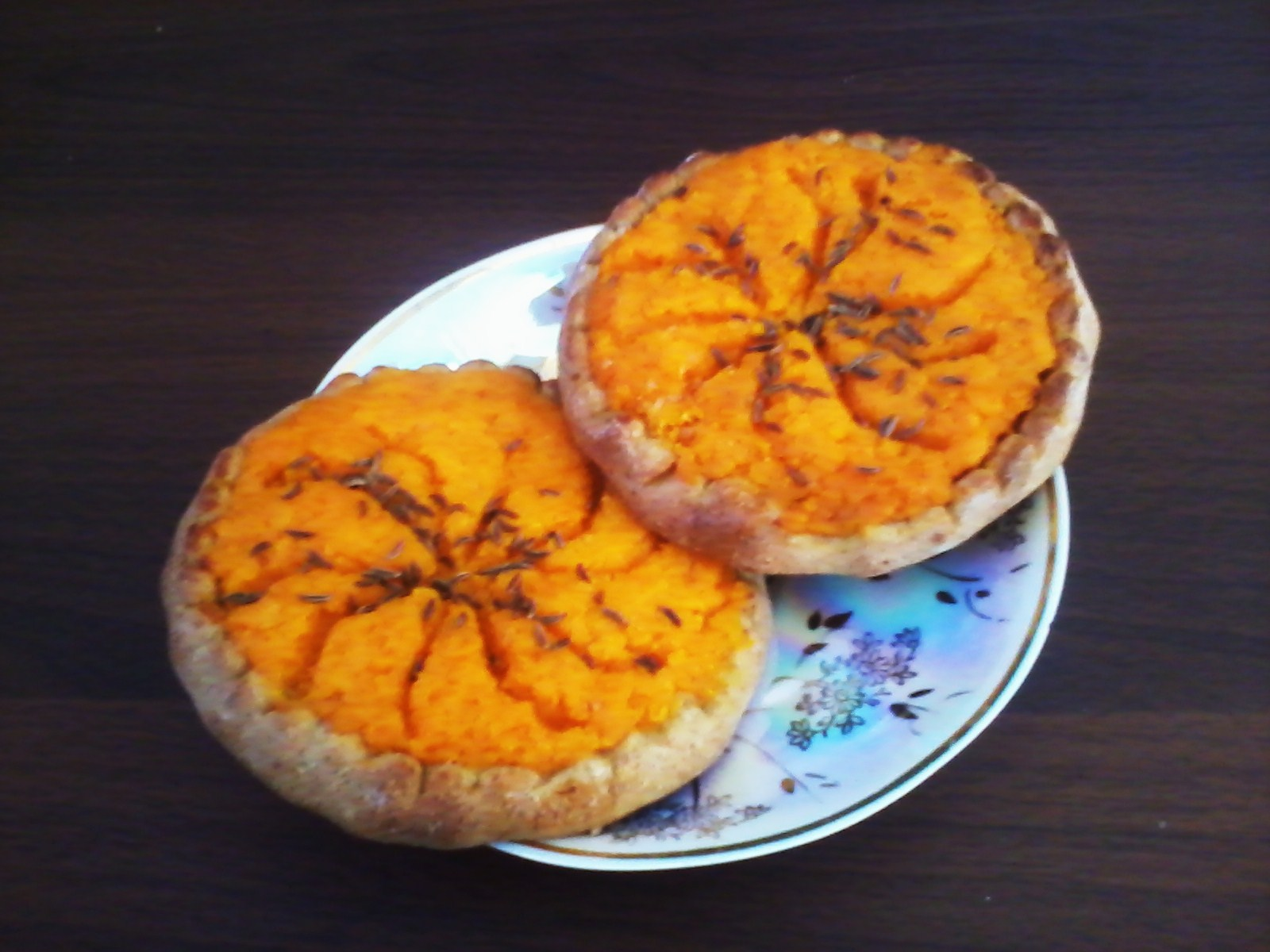
اسکلاندروش (Sklandrausis)

آشپزی لتونیایی (انگلیسی: Latvian cuisine) به‌طور معمول از محصولات کشاورزی، به همراه گوشت که در بیشتر غذاهای اصلی وجود دارد، تشکیل شده‌است. به خاطر موقعیت لتونی در ساحل شرقی دریای بالتیک، مصرف ماهی هم متداول است.
آشپزی لتونیایی از دیگر کشورهای منطقه بالتیک تأثیر پذیرفته‌است. مواد اولیه غذایی متداول همچون سیب زمینی، گندم، جو، کلم، پیاز، تخم مرغ و گوشت خوک در دستورالعمل طرز تهیه غذاهای محلی یافت می‌شوند. به خاطر مشهود بودن چهار فصل، آشپزی لتونیایی به‌طور محسوسی فصلی است و هر موقع از سال محصولات و غذاهای مختص به خود را دارد. به‌طور کلی غذای لتونیایی تا مقدار زیادی چرب هستند و از ادویه به مقدار کم استفاده می‌کنند.